# Jarg-Erich Hausamen
Jarg-Erich Hausamen (* 20. September 1939 in Mosbach) ist ein deutscher Facharzt für Mund-, Kiefer- und Gesichtschirurgie mit der Zusatzbezeichnung „Plastische Operationen“ und Fachzahnarzt für Oralchirurgie.

## Leben und Werdegang
Jarg-Erich Hausamen wuchs als eines von drei Kindern eines Zahnarztes in Mosbach auf. In nur 12 Semestern studierte er an den Universitäten Heidelberg, Freiburg und Düsseldorf Medizin und Zahnmedizin. An der Universität Düsseldorf legte er 1964 sein medizinisches und zahnmedizinisches Staatsexamen ab. Ebenfalls 1964 promovierte er zum Dr. med. und 1966 zum Dr. med. dent. Die Facharztanerkennung Mund-, Kiefer- und Gesichtschirurgie erhielt er 1969. 1972 habilitierte er sich für das Fach. Das städtisches Klinikum Osnabrück ernannte ihn 1976 zum Chefarzt der Kiefer- und Gesichtschirurgie. 1979 wechselte er als Ordinarius für Mund-, Kiefer- und Gesichtschirurgie an die Medizinische Hochschule Hannover.

## Spezialgebiete und Behandlungsschwerpunkte
Die 1972 verfasste Habilitation mit dem Titel Klinische und experimentelle Untersuchungen zur Kryotherapie im Kiefer- und Gesichtsbereich bildete die Grundlage für die systematische Einführung der Technik in die Mund-, Kiefer- und Gesichtschirurgie.
In Hannover etablierte Hausamen 1999 ein interdisziplinäres Zentrum für Gesichtsfehlbildungen.

## Wissenschaftliche Leistungen
Hausamen ist Herausgeber von acht Lehrbüchern und Autor über 100 in der Wissenschaftsdatenbank PubMed gelisteten Publikationen in seinem Fachgebiet.
Im Jahr 1972 erhielt er für seine Arbeit Klinische und experimentelle Untersuchungen zur Kryochirurgie im Kiefer- und Gesichtsbereich den Wissenschaftspreis der Deutschen Gesellschaft für Mund-, Kiefer- und Gesichtschirurgie DGMKG.

## Ämter und Mitgliedschaften
Jarg-Erich Hausamen war mehrere Jahre Präsident der Deutschen Gesellschaft für Mund-, Kiefer- und Gesichtschirurgie, Vorsitzender des Deutsch-Österreichisch-Schweizerischen Arbeitskreises für Tumoren im Kiefer- und Gesichtsbereich und Präsident der Deutschen Gesellschaft für Schädelbasischirurgie.

## Veröffentlichungen
Als Herausgeber und Autor hat Jarg-Erich Hausamen folgende Bücher veröffentlicht:
- mit R. Schmelzeisen und F. W. Neukam Atlas der Mikrochirurgie im Kopf-, Halsbereich. Hanser 1996, ISBN 978-3-446-17645-4
- mit R. Schmelzeisen Traumatologie der Schädelbasis. Einhorn-Presse 1996, ISBN 978-3-88756-485-8
- mit P.A. Reichart, J. Becker, F. W. Neukam, H. Schliephake und R. Schmelzeisen Curriculum Chirurgie, Band I Zahnärztliche Chirurgie. Quintessenz, Berlin 2001 (1. Auflage), ISBN 978-3-87652-627-0
- mit P.A. Reichart, J. Becker, F. W. Neukam, H. Schliephake und R. Schmelzeisen Curriculum Chirurgie, Band II Zahn-, und Mund- und Kieferkrankheiten. Quintessenz, Berlin 2002 (1. Auflage), ISBN 978-3-87652-628-7
- mit P.A. Reichart, J. Becker, F. W. Neukam, H. Schliephake und R. Schmelzeisen Curriculum Chirurgie, Band II Mund-, Kiefer- und Gesichtschirurgie. Quintessenz, Berlin 2002 (1. Auflage), ISBN 978-3-87652-629-4
- mit G.R.J. Swennen und F.A.C. Schutyser Three-Dimensional Cephalometry: A Color Atlas and Manual. Springer, Berlin 2005, ISBN 978-3-540-25440-9.
- mit E. Machtens, J.F. Reuther, H. Eufinger, A. Kübler und H. Schliephake Mund-, Kiefer- und Gesichtschirurgie. Springer, Berlin 2011 (4. Auflage), ISBN 978-3-642-17800-9.
- mit E. Machtens, J.F. Reuther, H. Eufinger, A. Kübler und H. Schliephake Traumatologie des Mund-, Kiefer-, Gesichtsbereichs. Springer, Berlin 2013, ISBN 978-3-642-40570-9.